# Hasan Orbay
Hasan Orbay, turški lokostrelec, * 14. avgust 1979.
Sodeloval je na lokostrelskem delu poletnih olimpijskih igrah leta 2004, kjer je osvojil 33. mesto v individualni konkurenci.